# Kleinstrauchrose

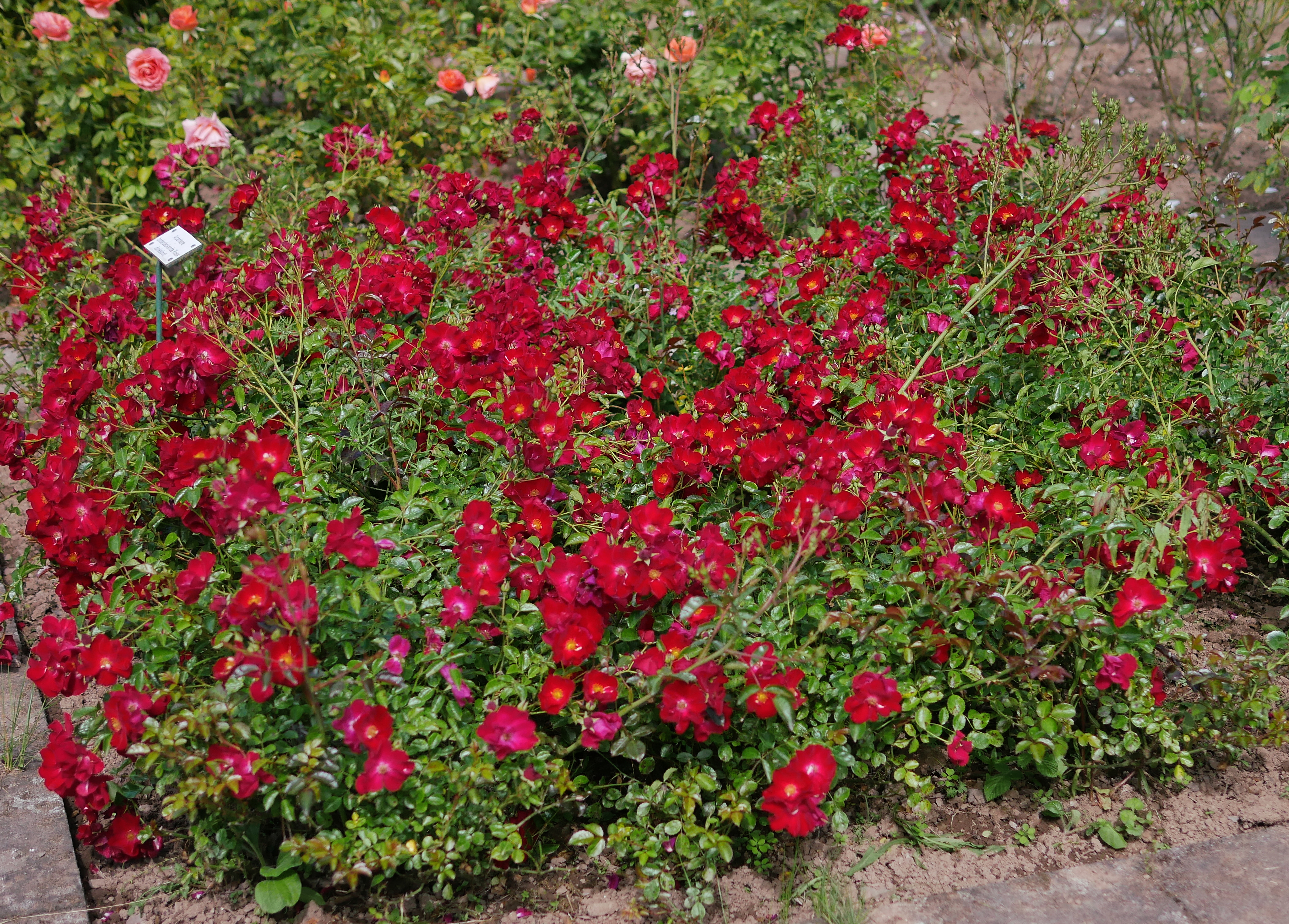
Die seit 1999 angebotene Sorte Alcantara kann dichte Teppiche bilden

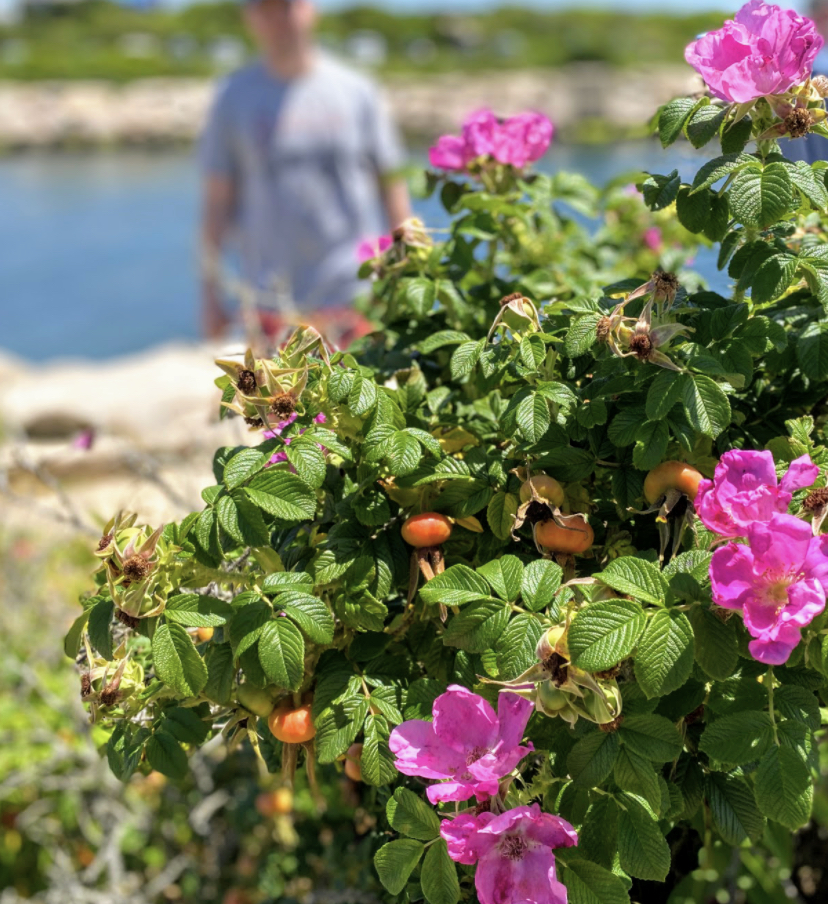
Die Kartoffel-Rose (Rosa rugosa) wächst gern in Küstennähe und kann mächtige Hecken ausbilden

Kleinstrauchrosen, auch unter den Bezeichnungen Bodendecker-Rosen oder Flächenrosen bekannt, sind Rosensorten, 
die eine maximale Wuchshöhe von etwa 30 bis 130 Zentimetern erreichen und sich durch eine flächige Ausbreitung auszeichnen. Die Pflanzen sind winterhart und eignen sich insbesondere für Rosenhecken, flächige Pflanzungen oder gemischte Blumengruppen.
Viele Rosenzüchter bevorzugen die Bezeichnung Kleinstrauchrosen, da die Wuchseigenschaften der Pflanzen nicht an die von echten Bodendeckern heranreichen und somit falsche Erwartungen wecken können.

## Beschreibung

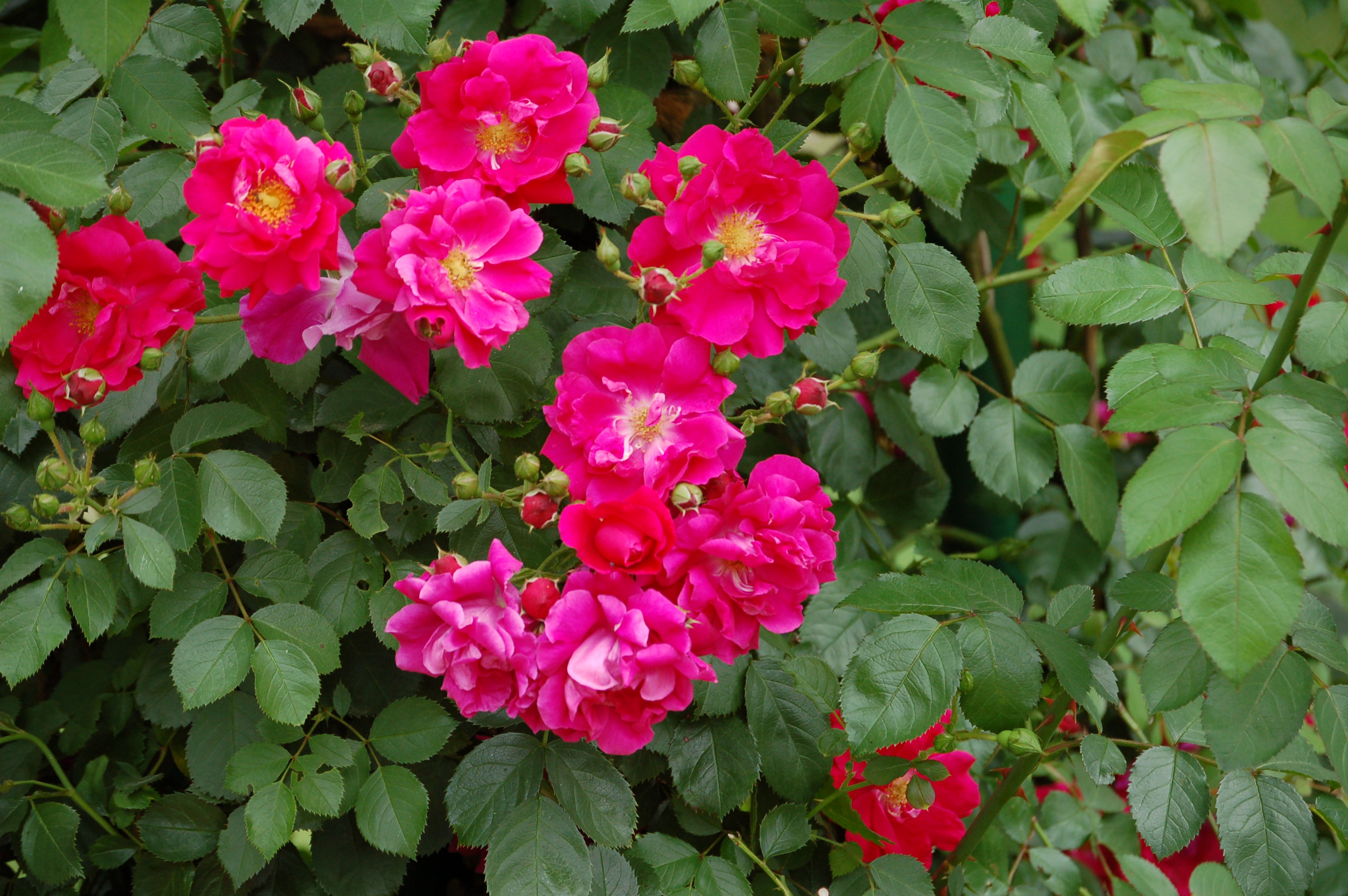
Die Kleinstrauchrosenart Flammentanz gibt es bereits seit 1953

Bodendeckerrosen erreichen eine maximale Wuchshöhe von bis zu 130 Zentimetern, bei strauchförmigem Wuchs. Dabei breiten alle Kleinstrauchrosen sich flächendeckend aus und unterdrücken durch ihre dichte Belaubung am Boden wachsende Krautpflanzen. Sie gelten auch aufgrund ihrer guten Frosthärte als pflegeleicht.
Hinsichtlich der Wuchsform und der Blüten gibt es unterschiedliche Arten von Bodendeckerrosen. Das Angebot reicht von unterschiedlich gefärbten, gefüllt blühenden Rosen bis hin zu einfachen, natürlich wirkenden Sorten. Neuzüchtungen in unterschiedlichen Rottönen, Gelb, Apricot oder Orange können teilweise, zwischen spätem Frühjahr bis in den Herbst, mehrmals im Jahr blühen. Zudem gibt es besonders bienenfreundliche, nektarreiche Züchtungen sowie Sorten, die an schattigere Standorte angepasst sind. Weitere Kriterien bei der Zucht neuer Kleinstrauchrosen sind ihre Robustheit gegen Mehltau und Sternrußtau.
Die Vermehrung erfolgt meist aus „wurzelechten“ Stecklingen. In der Pflanzung entstehen so natürlicherweise Ausläufer mit neuen Wurzeln, die die Dichte der Pflanzung erhöhen – ohne störende „Wildlinge“ –, wie sie von durchtreibenden Unterlagen veredelter Rosen bekannt sind. Eine Vermehrung ist durch Stecklinge, Absenker oder Hagebuttensamen möglich.

## Standort und Pflege
Sonnige bis maximal halbschattigen Plätze, die zumindest teilweise sonnig liegen, werden von allen Bodendeckerrosen bevorzugt. Zudem ist bei der Pflanzung auf einen lockeren Boden, mit hohem Nährstoff- und Humusgehalt zu achten, der frei von Staunässe ist. Pflanzt man die Rosen eng genug zusammen, eignen sich Sorten, die mindestens eine Höhe von 40 Zentimetern erreichen, gut als Bodendecker.

## Sorten (Auswahl)
Zu einigen der beliebtesten Sorten zählen:

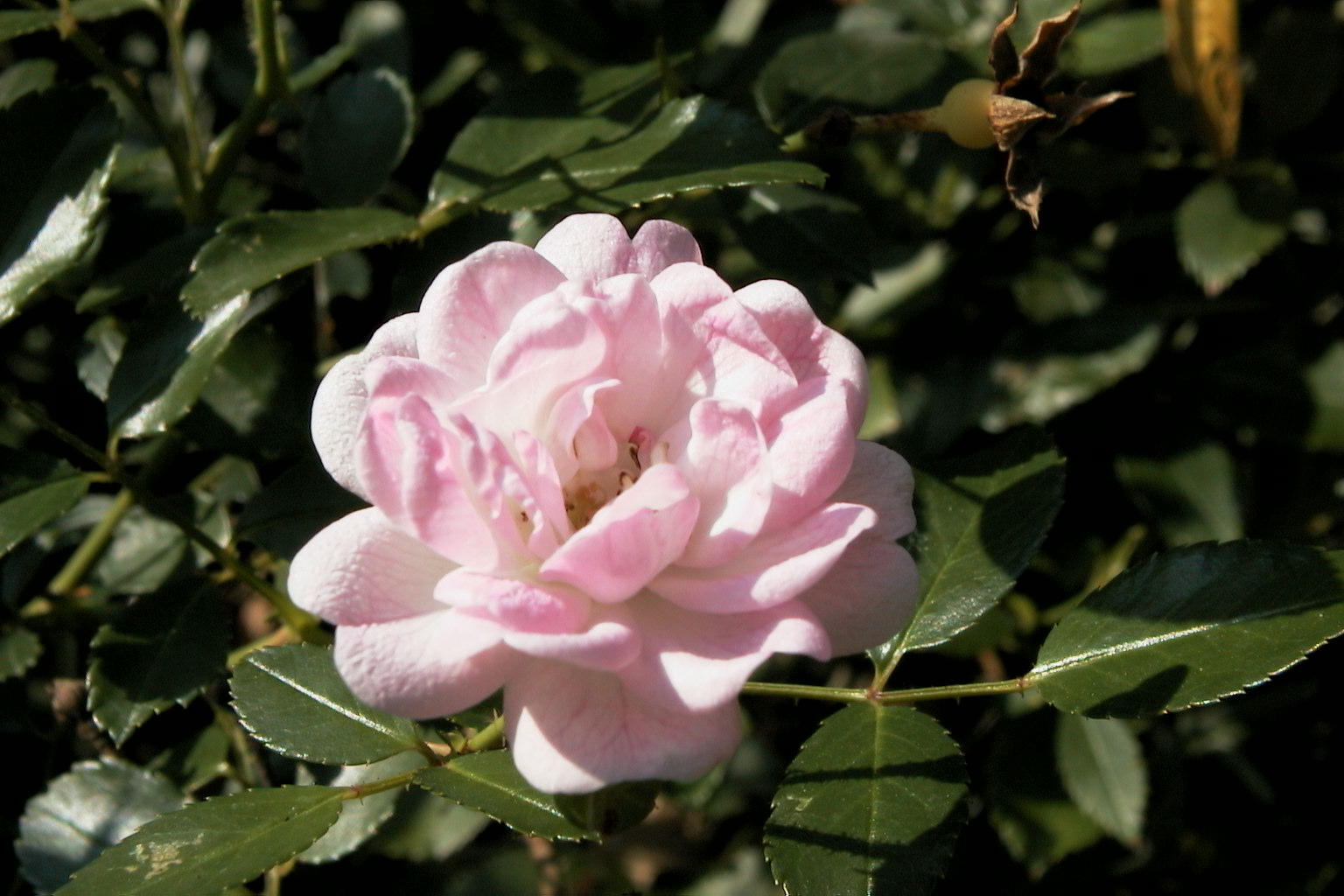
Blüte einer ‘Fairy Rose’

- Rosa rugosa ‘Dagmar Hastrup’, Poulsen 1914; pastellrosa
- Flammentanz, 1952 von Kordes
- ‘Heideröslein Nozomi’, Nozomi, 1968; perlmutterrosa
- ‘Heidetraum’ syn. ‘Flower Carpet’, Noack, 1989; kräftigrosa
- ‘Raubritter’, Kordes, 1936; seidigrosa
- Rosa spinosissima ‘Repens’; lichtgelb
- ‘The Fairy’, Bentall, 1932; lachsrosa; Gruppe: Polyantha-Rose, Wuchshöhe 50–80 cm[3]
- ‘Alcantara’, Kordes, 1999, rot; Wuchshöhe 20–40 cm
- ‘Ballerina’, Bentall, 1937, rosa; Wuchshöhe 60–100 cm[3]
- Schneekönigin, weiß;  Wuchshöhe 40–60 cm
- Innocencia, weiß; Wuchshöhe 40–60 cm[3]
- Mainaufeuer, rot; Wuchshöhe 30–60 cm[3]
- Heidesommer, weiß, buschig